# People I Know
People I Know är en amerikansk-tysk långfilm från 2002 i regi av Daniel Algrant, med Al Pacino, Kim Basinger, Ryan O'Neal och Téa Leoni i rollerna.

## Handling
Eli Wurman är PR-konsulten som ska hjälpa sin enda kilent ur en pinsam situation med en påtänd tv-stjärna. Men innan kvällen är över har Eli bevittnat ett mord och hans livs värsta mardröm tar sin början

## Rollista
| Al Pacino      | – Eli Wurman              |
| Kim Basinger   | – Victoria Gray           |
| Ryan O'Neal    | – Cary Launer             |
| Téa Leoni      | – Jilli Hopper            |
| Richard Schiff | – Elliot Sharansky        |
| Bill Nunn      | – The Reverend Lyle Blunt |
| Robert Klein   | – Dr. Sandy Napier        |
| Mark Webber    | – Ross                    |